# トレレウ
トレレウ(スペイン語: Trelew)は、アルゼンチン・パタゴニアのチュブ州にある自治体である。2012年の人口は98,602人であり、州都ラウソンなどを上回ってチュブ川流域の最大都市である。ラウソン・デパルタメントに所属している。
チュブ州の商業や工業の中心地であり、羊毛加工業ではアルゼンチン全体の90%を占める主要拠点である。工業生産物は大部分がプエルト・マドリンやプエルト・デセアドなどの港から輸出される。アルミランテ・マルコス・A・サール空港は民間と軍事の共用空港である。この空港の滑走路はアルミランテ・サール海軍基地との共有であり、アルゼンチン海軍航空隊の大隊が使用するロッキード P-3の本拠地である。

## 歴史
トレレウの建設はウェールズ系アルゼンチン人と結び付けられる。彼らの指導者はマドリンのラブ・ジョーンズ＝パリーとルイス・ジョーンズであり、ふたりは1860年代初頭にウェールズ系入植者の代弁者としてアルゼンチン政府と交渉を行なった。1886年7月28日、汽船「ベスタ」で鉄道建設資材と400人の入植者が当地に到着し、10月20日、チュブ川下流の谷に沿ってプエルト・マドリンまで走るセントラル・チュブ鉄道線の起点としてトレレウが建設された。鉄道は1888年に開通し、後にガイマンやドラボンまで延長され、最終的にラス・プルマスに至ったが、1961年に廃線となった。ウェールズ人入植者によって1886年に建設されたため、チュブ州の多くの自治体と同じようにトレレウという名称はウェールズ起源である。

### 1972年の政治犯虐殺
1972年、トレレウは囚人虐殺の舞台となった（トレレウの虐殺）。州都ラウソンの連邦刑務所にはアルトゥーロ・イジア大統領の打倒に続く軍事独裁政権に反対した者が収容されていたが、1972年8月15日、110人の囚人が集団で脱走して警備員1人を殺害し、約100人が飛行機での逃亡を企てた。囚人グループのひとつは飛行機を奪ってチリまで安全に飛ぶことに成功したが、残りの囚人は当局に屈して軍事刑務所に戻され、8月22日にトレレウの空軍基地で16人が射殺された（3人が生き残った）。トレレウの町全体がアルゼンチン軍による捜索を受け、地元住民が捕えられてブエノスアイレスのビジャ・デボート刑務所に収容された。ほとんど町全体が軍に対する反対運動を起こし、収容された市民の釈放に成功した。

## 文化
パタゴニア研究では南米でもっとも重要な機関のひとつとされる、パタゴニア古生物学的遺産を展示するパタゴニア・エヒディオ・フェルグリオ博物館があり、また天体惑星観測所がある。トレレウはセントラル・メセタ、チュブ川の渓谷、チュブ州の海岸部への観光旅行の拠点である。プンタ・トンボと呼ばれる南米最大のペンギン保護区にはトレレウから向かうことができる。サッカークラブのラシン・トレレウとウラカン・トレレウ、ラグビークラブのパトルスRCとトレレウRCがトレレウに本拠地を置いている。ラシン・トレレウはチュブ州サッカーリーグで10回以上優勝している。

## 気候
ケッペンの気候区分では乾燥気候(BWk)にあたり、暑い夏はなく、涼しい冬があり、一年中降水量は少ない。
| トレレウ / ラウソンの気候                                      | トレレウ / ラウソンの気候 | トレレウ / ラウソンの気候 | トレレウ / ラウソンの気候 | トレレウ / ラウソンの気候 | トレレウ / ラウソンの気候 | トレレウ / ラウソンの気候 | トレレウ / ラウソンの気候 | トレレウ / ラウソンの気候 | トレレウ / ラウソンの気候 | トレレウ / ラウソンの気候 | トレレウ / ラウソンの気候 | トレレウ / ラウソンの気候 | トレレウ / ラウソンの気候 |
| 月                                                             | 1月                       | 2月                       | 3月                       | 4月                       | 5月                       | 6月                       | 7月                       | 8月                       | 9月                       | 10月                      | 11月                      | 12月                      | 年                        |
| -------------------------------------------------------------- | ------------------------- | ------------------------- | ------------------------- | ------------------------- | ------------------------- | ------------------------- | ------------------------- | ------------------------- | ------------------------- | ------------------------- | ------------------------- | ------------------------- | ------------------------- |
| 最高気温記録 °C （°F）                                         | 41.3 (106.3)              | 40.4 (104.7)              | 39.5 (103.1)              | 35.3 (95.5)               | 29.5 (85.1)               | 27.7 (81.9)               | 24.8 (76.6)               | 27.4 (81.3)               | 31.3 (88.3)               | 36.4 (97.5)               | 38.3 (100.9)              | 41.2 (106.2)              | 41.3 (106.3)              |
| 平均最高気温 °C （°F）                                         | 29.3 (84.7)               | 28.5 (83.3)               | 24.6 (76.3)               | 20.3 (68.5)               | 15.7 (60.3)               | 12.1 (53.8)               | 12.3 (54.1)               | 14.6 (58.3)               | 17.6 (63.7)               | 20.9 (69.6)               | 25.7 (78.3)               | 27.9 (82.2)               | 20.8 (69.4)               |
| 日平均気温 °C （°F）                                           | 21.7 (71.1)               | 20.6 (69.1)               | 17.1 (62.8)               | 13.1 (55.6)               | 9.1 (48.4)                | 6.3 (43.3)                | 5.9 (42.6)                | 7.6 (45.7)                | 10.1 (50.2)               | 13.8 (56.8)               | 18.0 (64.4)               | 20.3 (68.5)               | 13.6 (56.5)               |
| 平均最低気温 °C （°F）                                         | 14.4 (57.9)               | 13.4 (56.1)               | 10.5 (50.9)               | 7.1 (44.8)                | 3.9 (39)                  | 1.5 (34.7)                | 0.9 (33.6)                | 1.8 (35.2)                | 4.1 (39.4)                | 7.5 (45.5)                | 10.3 (50.5)               | 12.7 (54.9)               | 7.3 (45.1)                |
| 最低気温記録 °C （°F）                                         | 3.0 (37.4)                | 1.7 (35.1)                | −1.4 (29.5)               | −4.2 (24.4)               | −10.7 (12.7)              | −10.8 (12.6)              | −10.8 (12.6)              | −10.2 (13.6)              | −8.0 (17.6)               | −4.0 (24.8)               | −1.0 (30.2)               | 1.0 (33.8)                | −10.8 (12.6)              |
| 降水量 mm （inch）                                             | 13.9 (0.547)              | 11.3 (0.445)              | 21.4 (0.843)              | 28.3 (1.114)              | 21.6 (0.85)               | 23.4 (0.921)              | 20.9 (0.823)              | 13.5 (0.531)              | 12.5 (0.492)              | 20.9 (0.823)              | 10.1 (0.398)              | 12.3 (0.484)              | 210.1 (8.272)             |
| 平均降水日数                                                   | 4                         | 4                         | 6                         | 6                         | 7                         | 9                         | 7                         | 7                         | 7                         | 7                         | 4                         | 5                         | 73                        |
| % 湿度                                                         | 40                        | 46                        | 54                        | 57                        | 64                        | 69                        | 66                        | 62                        | 55                        | 49                        | 41                        | 40                        | 54                        |
| 平均月間日照時間                                               | 310.0                     | 271.2                     | 251.1                     | 198.0                     | 155.0                     | 135.0                     | 136.4                     | 173.6                     | 195.0                     | 244.9                     | 285.0                     | 294.5                     | 2,649.7                   |
| 出典1：Servicio Meteorologico Nacional, NOAA (extremes)        |                           |                           |                           |                           |                           |                           |                           |                           |                           |                           |                           |                           |                           |
| 出典2：Hong Kong Observatory (sun only), Secretaria de Mineria |                           |                           |                           |                           |                           |                           |                           |                           |                           |                           |                           |                           |                           |

## ギャラリー

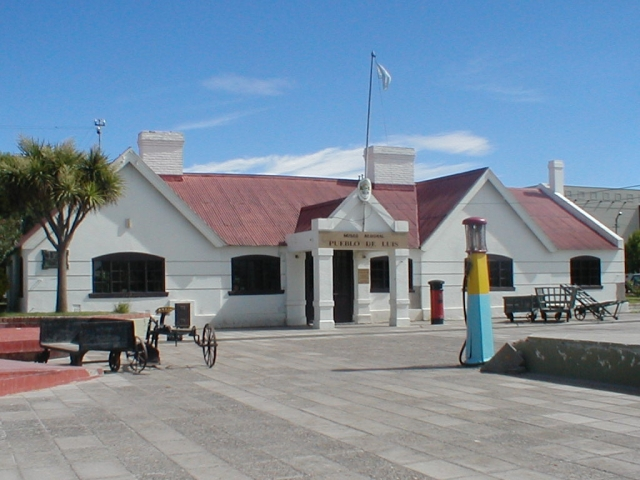
ウェールズ民族博物館
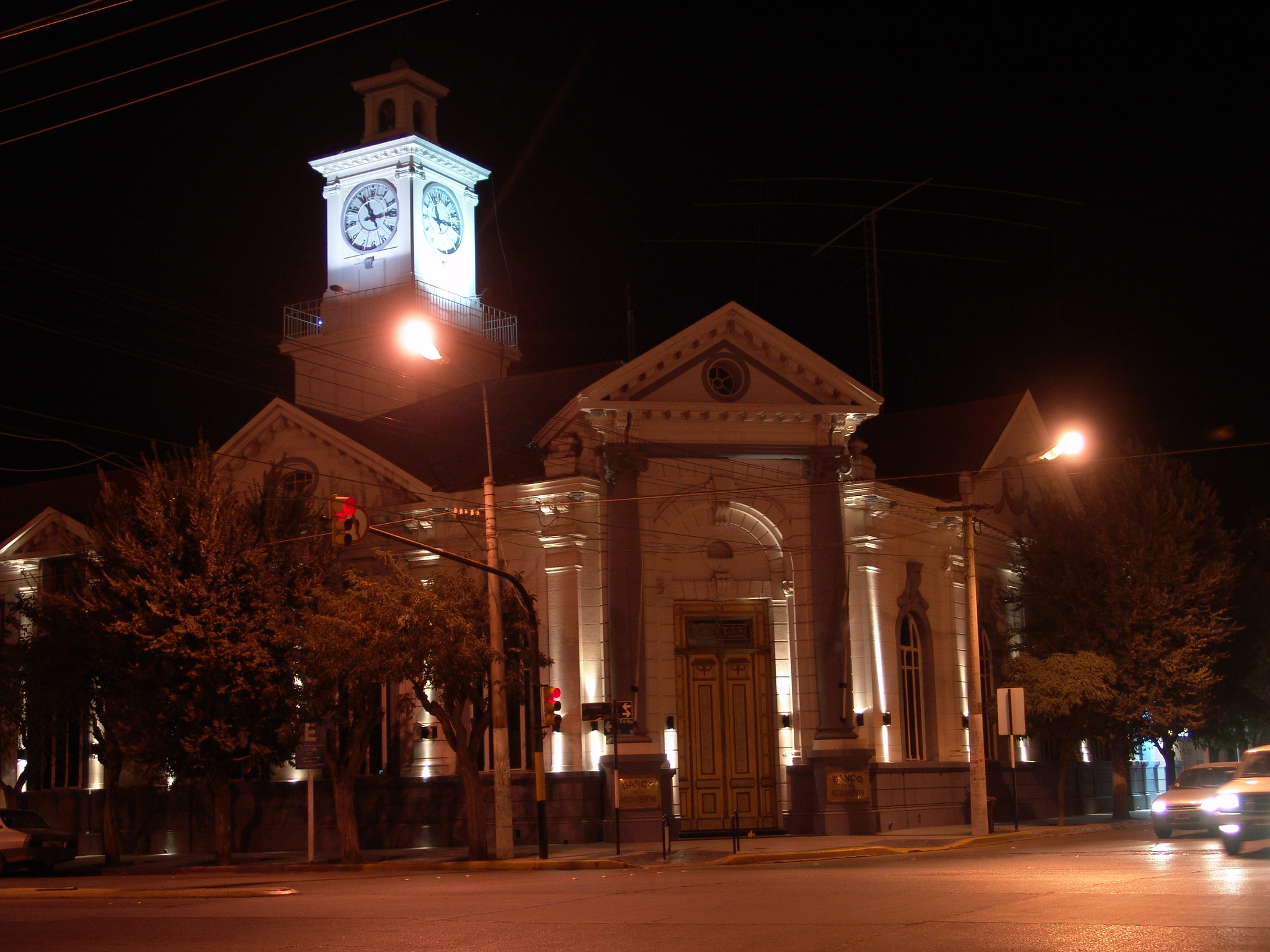
夜間の国立銀行
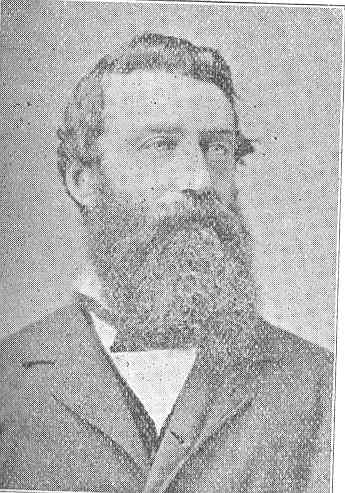
かつての指導者ルイス・ジョーンズ
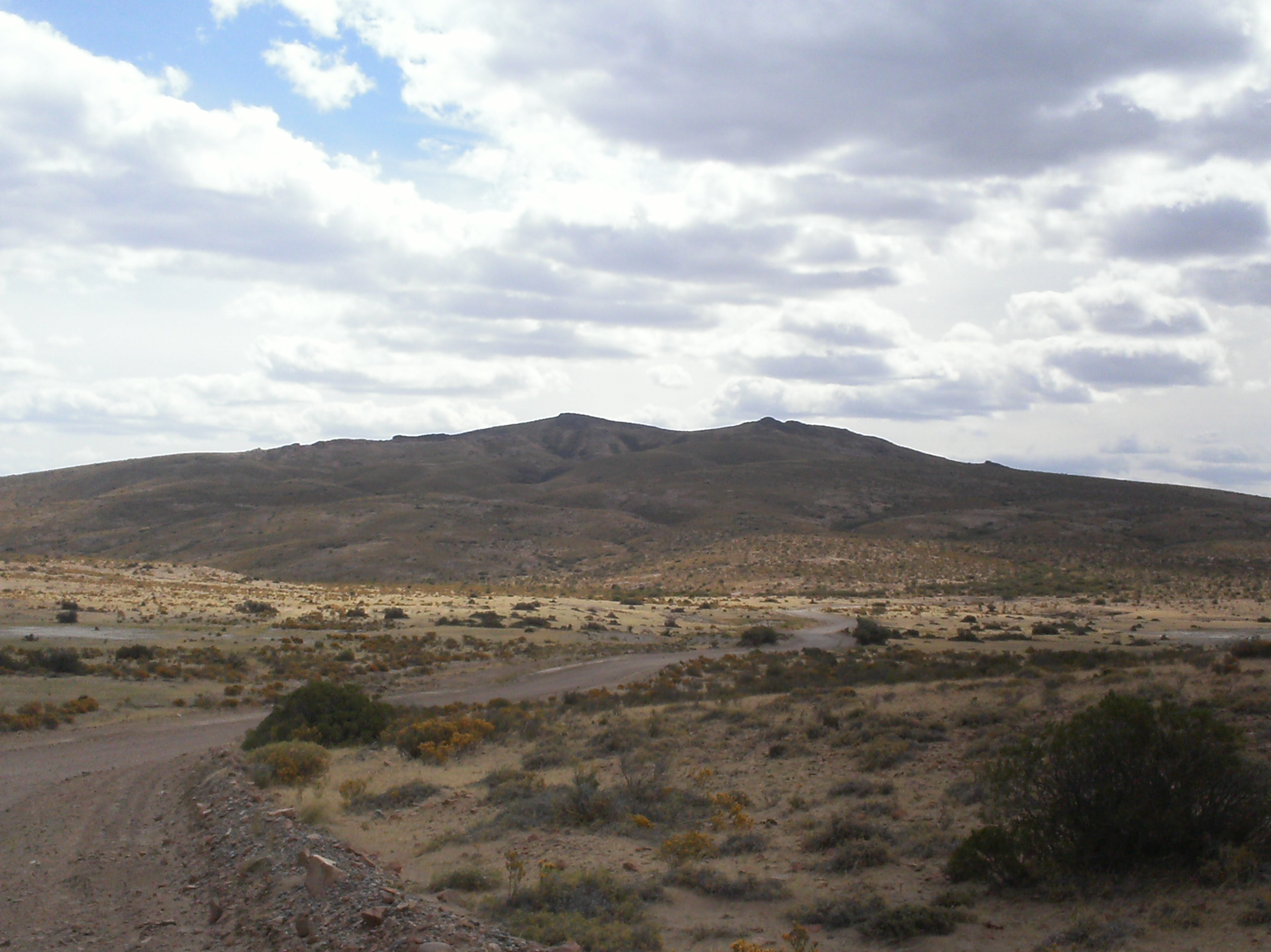
トレレウ近郊の丘
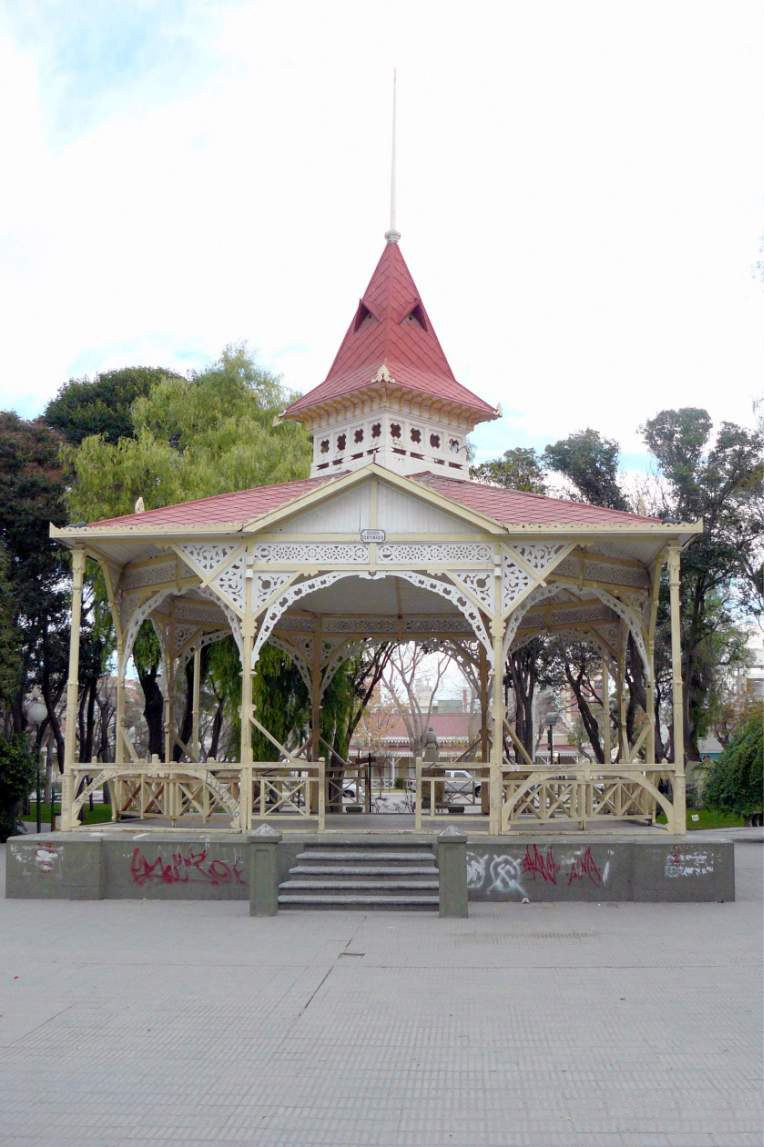
町の中心部にある広場

## 関連書籍
- La Pasión según Trelew, Espejo de la Argentina, (c) 1997, Editorial Planeta Argentina S.A.I.C.;  Third Edition: April 2000, Buenos Aires, ISBN 950-742-859-3